# Zona Rosa (Pitalito)
La Zona Rosa de Pitalito es un punto de encuentro de cientos de jóvenes del sur de Colombia que desean disfrutar de la noche laboyana, ya estén de paso como turistas o residan en esta ciudad. Está ubicada en la Ciudad de Pitalito, al sur del departamento de Huila (Colombia). 
También conocida como Parque de La Presentación, la Zona Rosa de Pitalito ofrece una variedad de ritmos a todos sus visitantes.
Se encuentra ubicada entre las carreras tercera y cuarta y las calles 3 y 5. Así mismo se ubica entre los Barrios centro y Valvanera.

## Sitios de Comidas
- Bettos Pizza
- La Otra Pizza
- Estrellita
- Norm & Cheno
- American Broster
- Al Pan Pan
- Olaffos Pizza
- El Palacio del Colesterol
- El rancho de Nico
- La Fonda equina, Restaurante campestre
- Pizza Express
- Centro Comercial Palma Real
- Salchiricuras
- Evans

## Bares y Cafés
- Plaza Mana
- Tijuana Bar
- Hielattos
- Soho
- Cafe y Cocktail
- Bahia Bar
- Cafe & Rock
- Bar ROCKo
- BarTolome
- Taberna Monquis
- Chaplin Películas

## Discotecas
| Discoteca                     | Género Musical     |
| ----------------------------- | ------------------ |
| Magangue(En el Hotel Timanco) | Tropipop/Vallenato |
| Plataforma Disco Club         | Crossover          |
| Cerveza & Co                  | Crossover          |
| Gabanna Club                  | Crossover          |
| Fuego en el 23                | Salsa, Merengue    |
| San Sebastián                 | Salsa, Vallenato   |
| Discoteca Farra Bar           | Crossover          |
| La Barra Disco Bar            | Crossover          |
| Disco Taberna Texas           | Crossover          |